# 千代村
千代村（ちよむら）は長野県下伊那郡にあった村。現在の飯田市大字千代・千栄にあたる。

## 地理
- 山：金森山、卯月山、野池山
- 河川：天竜川

## 歴史
- 1875年（明治8年）
  - 1月12日 - 筑摩県伊那郡法全寺村・米川村・田力村・荻坪村・芋平村・野池村が合併して千代村となる。
  - 1月23日 - 筑摩県伊那郡大郡村・毛呂窪村・下村および米峰村の一部が合併して千栄村となる。
- 1876年（明治9年）8月21日 - 千代村・千栄村が長野県の所属となる。
- 1879年（明治12年）1月4日 - 郡区町村編制法の施行により、千代村・千栄村が下伊那郡の所属となる。
- 1889年（明治22年）4月1日 - 町村制の施行により、千代村・千栄村の区域をもって千代村が発足。
- 1964年（昭和39年）3月31日 - 飯田市に編入。同日千代村廃止。

## 交通

### 鉄道路線
- 日本国有鉄道
  - 飯田線
    - 金野駅 - 千代駅